# Mycetina tetrasticta
Mycetina tetrasticta es una especie de coleóptero de la familia Endomychidae.

## Distribución geográfica
Habita en Assam.